# 穆达
穆达，是西班牙卡斯蒂利亚-莱昂帕伦西亚省的一个市镇。 总面积7平方公里，总人口130人（2001年），人口密度19人/平方公里。